# Braunschweigs voetbalkampioenschap 1919/20
In 1919/20 werd het veertiende Braunschweigs voetbalkampioenschap gespeeld, dat georganiseerd werd door de Noord-Duitse voetbalbond. Eintracht Braunschweig werd kampioen en plaatste zich voor de Noord-Duitse eindronde. De club zou in de eerste ronde spelen tegen Goslarer SC 08, maar de club kwam niet opdagen waardoor de club automatisch naar de volgende ronde ging waar ze na verlengingen verloren van FC Borussia 04 Harburg.
De uitslagen van de competitie zijn niet meer bekend. 

## Eindstand
| Plaats | Club                      | Wed. | W | G | V | Saldo | Ptn |
| ------ | ------------------------- | ---- | - | - | - | ----- | --- |
| 1.     | FC Eintracht Braunschweig |      |   |   |   |       |     |
| 2.     | VfB Peine                 |      |   |   |   |       |     |
| 3.     | VfB 04 Braunschweig       |      |   |   |   |       |     |
| 4.     | SC Acosta 06 Braunschweig |      |   |   |   |       |     |
| 5.     | SV Germania Wolfenbüttel  |      |   |   |   |       |     |
| 6.     | MTV 1847 Braunschweig     |      |   |   |   |       |     |
| 7.     | Viktoria Braunschweig     |      |   |   |   |       |     |

|  | Kampioen |